# Тахтарйок
Тахтарйок (Тахтарка) — река в Мурманской области России. Протекает по территории городского округа город Апатиты с подведомственной территорией. Впадает в губу Белая озера Имандра.
Длина реки составляет 10 км. Площадь бассейна 18,5 км².
Берёт начало на хребте Тахтарвумчорр (Хибины) на высоте свыше 800 м над уровнем моря. Протекает по лесной местности. Впадает в отстойники апатито-нефелиновой обогатительная фабрика (АНОФ-2) на месте губы Белой озера Имандра. Воды реки близ устья по каналу сбрасываются в реку Белая в промышленных целях.

## Данные водного реестра
По данным государственного водного реестра России относится к Баренцево-Беломорскому бассейновому округу, водохозяйственный участок реки — река Нива, включая озеро Имандра, речной подбассейн реки отсутствует. Речной бассейн реки — бассейны рек Кольского полуострова и Карелии.
Код объекта в государственном водном реестре — 02020000312101000010447.